# Karak Azul
Karak Azul is een stad in het dwergenrijk in het spel Warhammer.

## Ligging
Karak Azul ligt in het zuiden van de Worlds Edge Mountains, tussen de Badlands en de Desolation of Azgorh. De Worlds Edge Mountains is een bergketen die de oostgrens van The Empire vormt. De meeste van de omliggende dwergensteden zijn gevallen door vijandelijke legers zoals de orcs en Skaven.

## Betekenis
In de dwergentaal betekent Karak Azul IJzeren Spits. Het is de grootste ijzererts vindplaats in de Worlds Edge Mountains. Daarnaast zijn er genoeg andere ertsen zoals goud en zilver te vinden in de bergen en ook edelstenen. Hierdoor is deze burcht een centrum van metaalbewerking geworden voor het volledige dwergenrijk. 

## Inwoners
De voornaamste inwoners van deze burcht zijn de  wapensmeden. Sommige van de oudste clans van deze stad beweren zelfs rechtstreeks af te stammen van Grungni de dwergengod. In Karak Azul staat dan ook het grootste schrijn van deze dwergengod. Het aantal wapensmeden is zo groot in deze stad en hun werk zo uitmuntend dat zij hun wapens kunnen uitvoeren naar de rest van het rijk. Dit gebeurt via de Underway en via geheime paden in de bergen. De bekendste Runesmid is Torek Ironbrow, de meester van de wapenwerkplaatsen in Karak Azul.

## Leger
Het is een vrij traditioneel leger met uitstekende wapens en meer dan genoeg runen, aangezien een paar van de voornaamste runesmeden van de dwergen in Karak Azul wonen.